# Evangelický hřbitov v Karviné
Evangelický hřbitov v Karviné se nachází 6,5 kilometru jihozápadně od centra města v místní části Doly.

## Historie
Evangelický (luterský) hřbitov byl založen roku 1903, kdy Evangelický hřbitovní spolek pro Karvinou a Solcu koupil od Józefa Krainy (1850–1934) a jeho manželky Evy pozemek mezi koloniemi Báňské a hutní společnosti Nový Jork a Mexiko. Hřbitov se následně neformálně označoval jako hřbitov »na Krainówce«. Hřbitovní kaple se zvonovou věží byla postavena stavitelem Hugo Königsbergrem roku 1906. Zvony byly pořízeny u firmy Schwalbe v Bílsku. Roku 1923 byl hřbitov rozšířen; rozšířená část hřbitova byla posvěcena 22. července 1923. V důsledku poddolování přestal být hřbitov ve druhé polovině 70. let 20. století užíván. Hřbitov i kaple jsou neudržovány a jsou v havarijním stavu. Koncem roku 2014 se horní dřevěná část věže zřítila do lodi kaple. V roce 2017 začali hřbitov dobrovolnicky udržovat členové Beerclubu. Roku 2021 byla na hřbitově odhalena rekonstruovaná pamětní tabule. Od téhož roku se o hřbitov stará spolek Olza Pro, který zahájil renovaci hřbitova. 8. června 2022 byla vytažena zřícená věž, která je nyní postavená vedle kaple a začala rekonstrukce základů a zdí.
Tři bronzové zvony byly z věže kaple přeneseny do nově postavené zvonice vedle evangelické modlitebny v Karviné roku 1983.
Vlastníkem hřbitova je Farní sbor Slezské církve evangelické augsburského vyznání v Karviné.

## Galerie

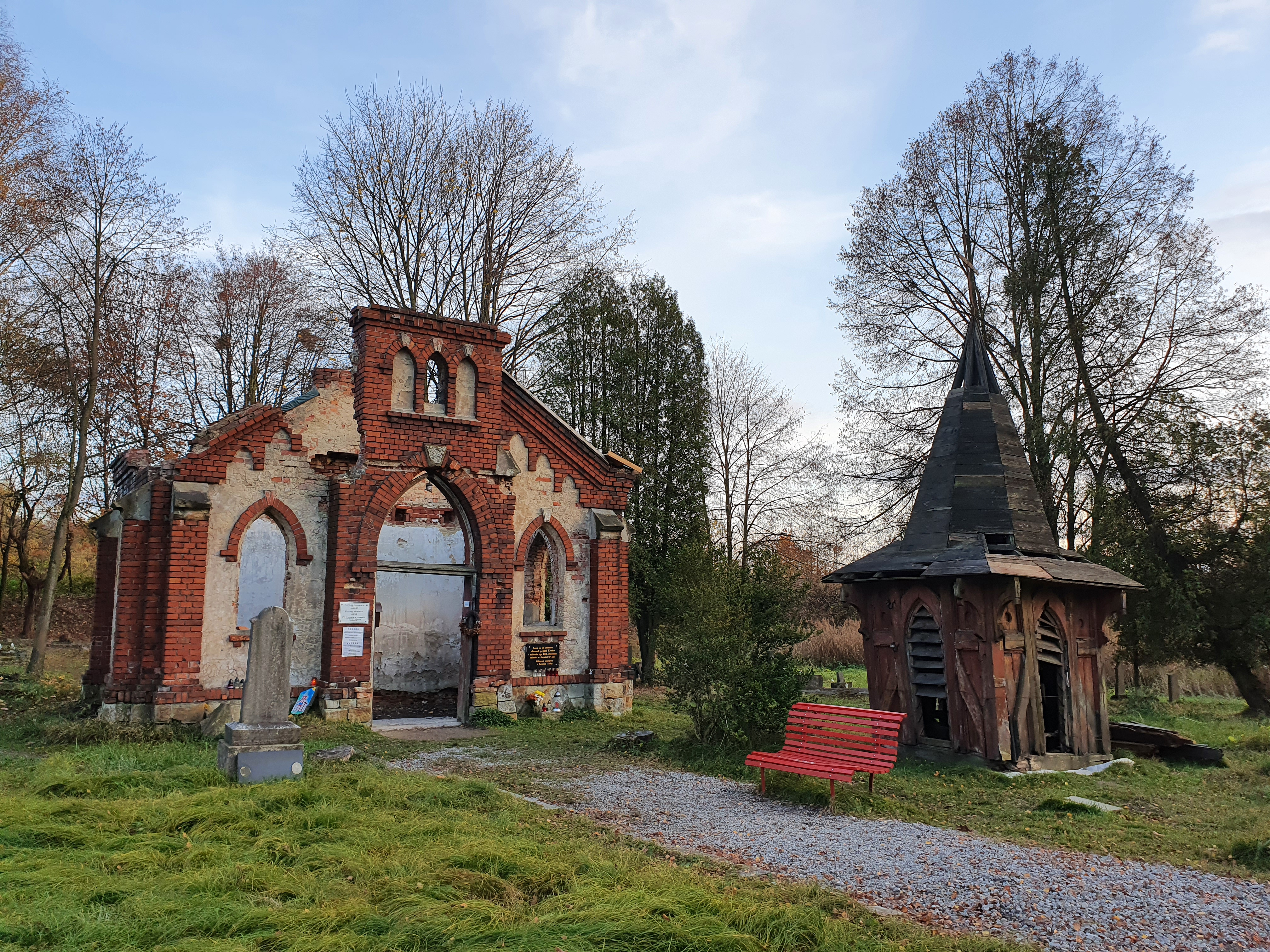
Zřícenina hřbitovní kaple s věží
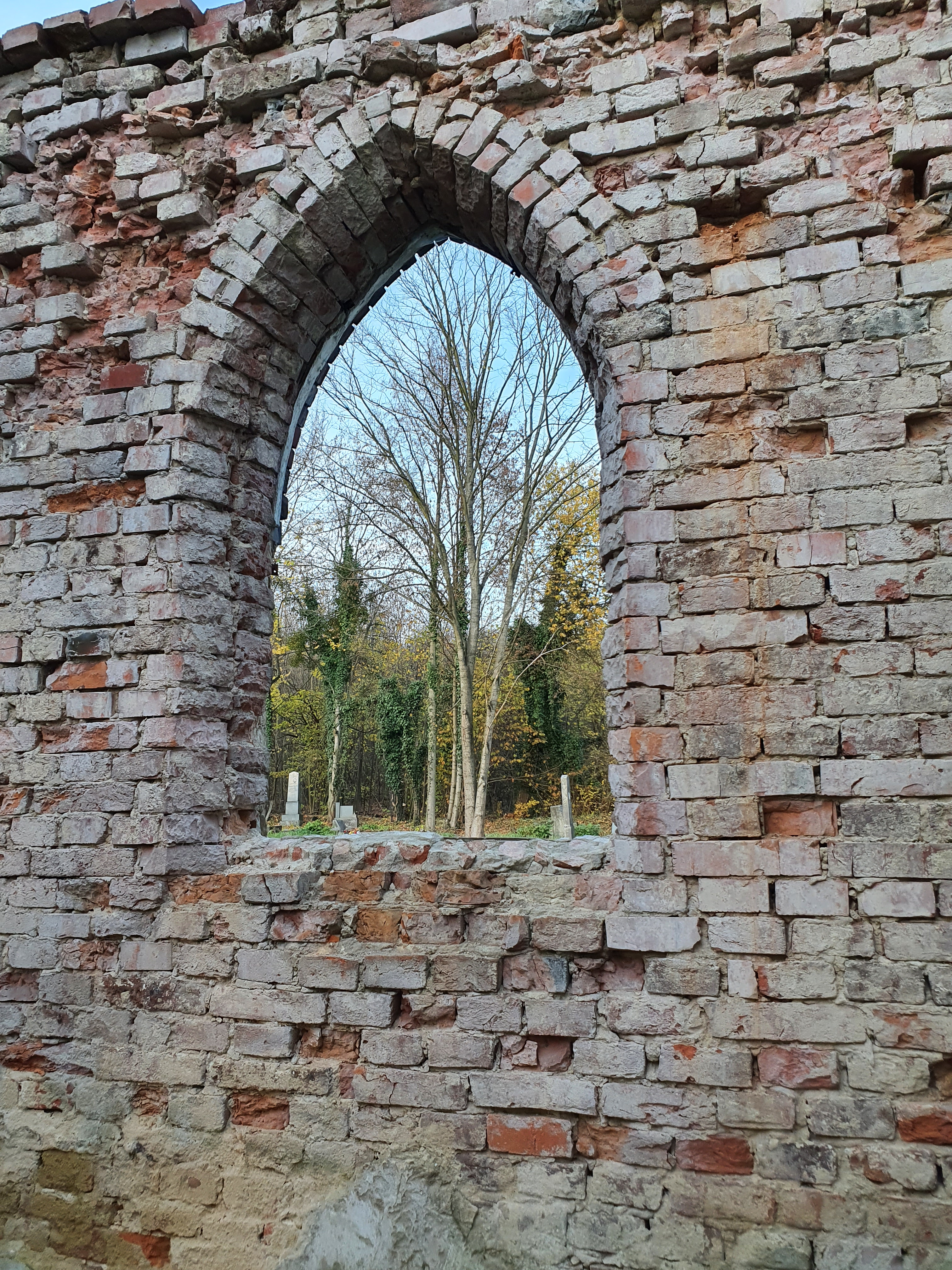
Pohled oknem kaple na hřbitov
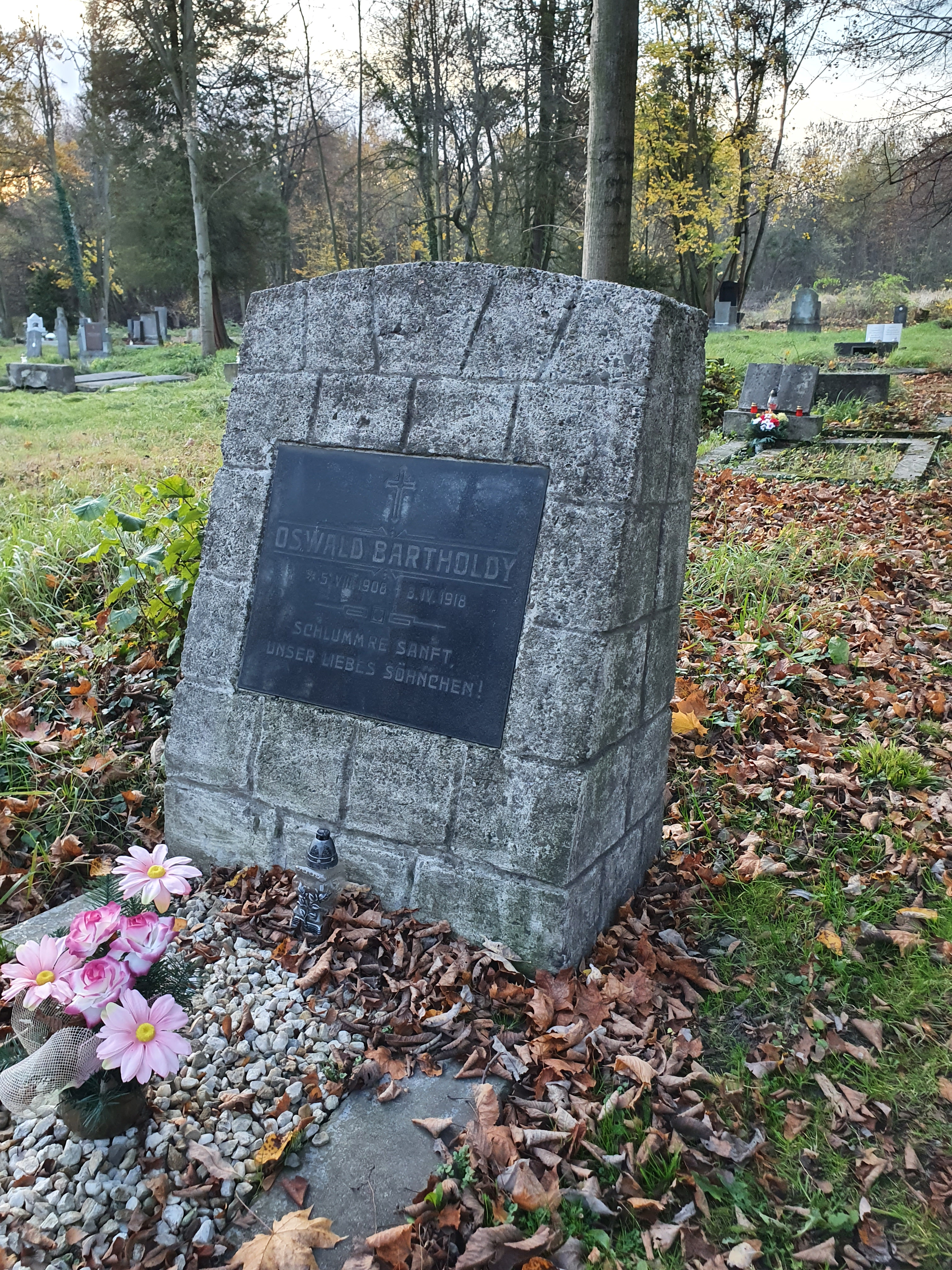
Náhrobek s německým nápisem
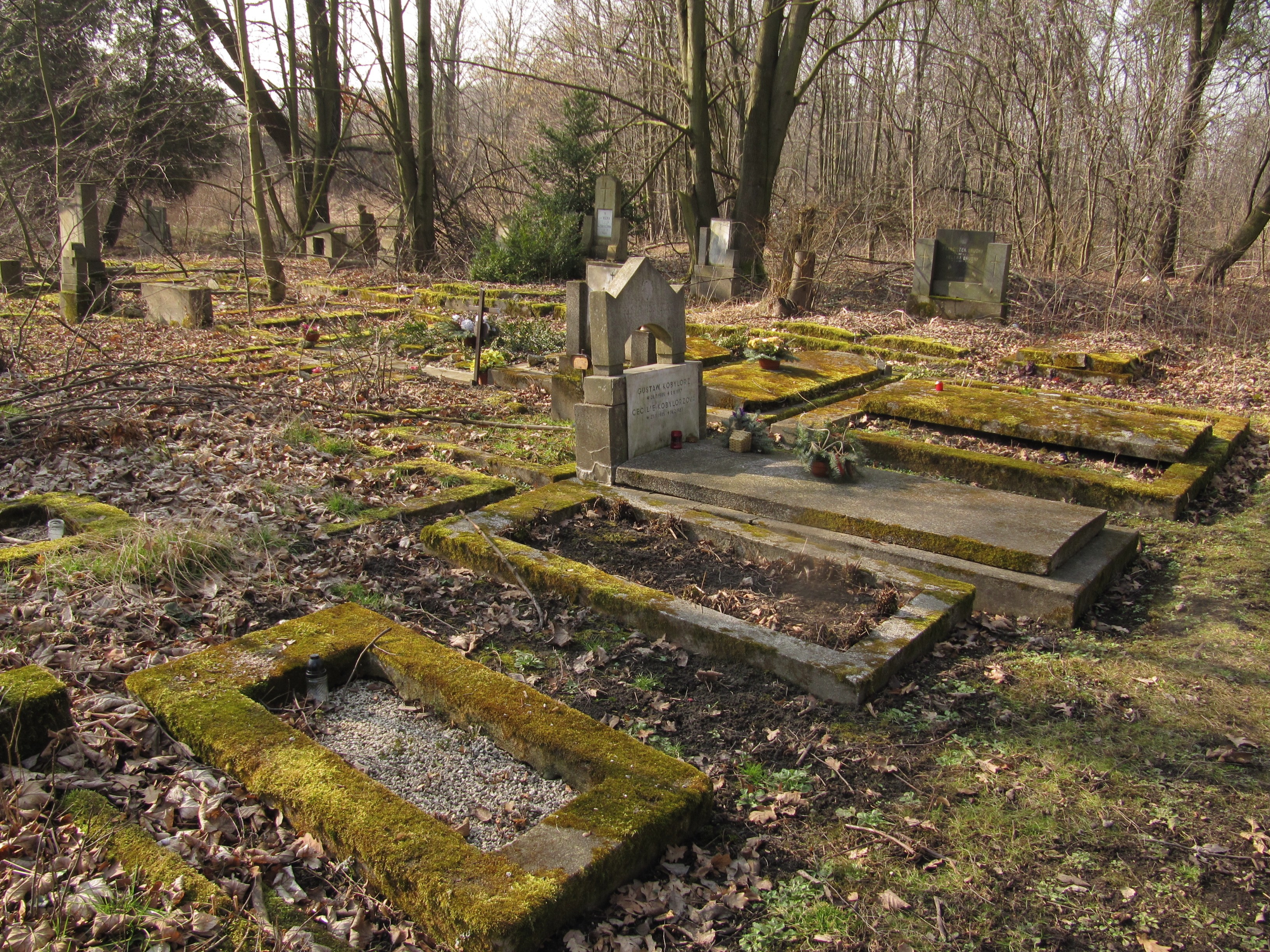
Náhrobky